# Haargel

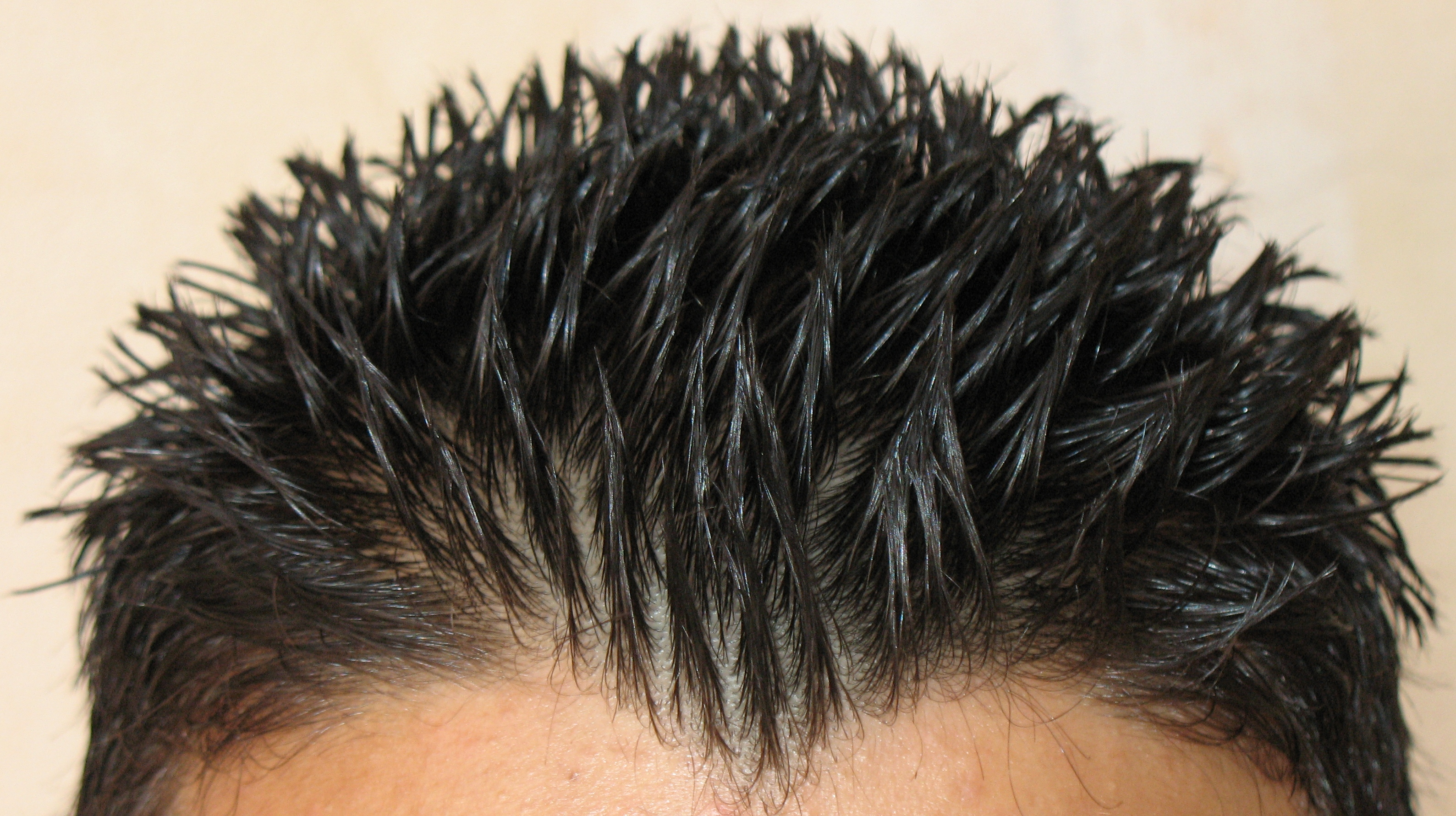
Haar, gestyled met haargel

Haargel is een hairstylingproduct in gelvorm op basis van water of water en alcohol, dat gebruikt wordt om het kapsel in een model te brengen. De belangrijkste ingrediënten zijn filmvormende polymeren die zich rond het haar vestigen (in tegenstelling tot haarlak). Het product is meestal geparfumeerd om het haar een aangename geur te geven.

## Geschiedenis
De oudst ontdekte vorm van een op haargel gelijkend product, is een mengsel van plantaardige olie en hars van pijnbomen. Dit is afkomstig van het haar van de man van Clonycavan, een Iers veenlijk van rond 392-201 voor Christus. De plantaardige olie en de hars van de pijnbomen zijn waarschijnlijk uit Spanje of Zuid-Frankrijk geïmporteerd.
De Oude Egyptenaren gebruikten een 'gel' op basis van vetten voor hun haar, wat blijkt uit analyse van mummies. De onderzoekers achter de studie zeggen dat de Egyptenaren het gebruikten om ervan verzekerd te zijn dat hun haar in goede vorm bleef, zowel tijdens het leven als hiernamaals. Archeologische wetenschappers van de KNH Centrum voor Biomedische Egyptologie aan de Universiteit van Manchester, bestudeerden haarmonsters genomen van 18 mummies. De oudste is circa 3500 jaar oud, maar de meesten werden opgegraven van een begraafplaats in de Dakhlaoase in de Westelijke Woestijn, en dateren uit de Grieks-Romeinse tijd, ongeveer 2300 jaar geleden.
In 1929 werd Brylcreem in het Britse bedrijf Chemico Works uitgevonden, dat de marktleider werd onder hairstylingproducten in de daaropvolgende decennia. Moderne haargel werd in de jaren 60 uitgevonden in de Verenigde Staten.

## Types
Bij de meeste merken haargel zijn er verschillende varianten in sterkte. Haargels met een hoge sterkte zorgen voor een stevig en strak uitziend kapsel, terwijl lagere sterktes zorgen voor een minder of niet strak en stijf uitziend kapsel. Sommige gels geven het haar een glanzend, bijna nat effect of bevatten een tijdelijke haarkleuring.